# Черенцов, Лев Сергеевич
Лев Серге́евич Черенцо́в (7 мая 1925 — ?) — советский и российский кинорежиссёр-документалист, сценарист, народный артист РСФСР (1985).

## Биография
Родился 7 мая 1925 года. Работал как журналист, переводчик, сценарист. Учился во ВГИКе.
С 1957 года — в кинематографе, режиссёр на Ленинградской студии документальных фильмов с 1963 года. Кроме фильмов является автором выпусков кинопериодики «Наш край», «Советская Карелия».
В соавторстве с Г. Топановым написал пьесы «Светлый путь», «В степи». Автор драмы «Счастье Мартина Идена» по мотивам Д. Лондона, сценариев «Охота на петуха», «Дальняя дорога», «Горе и радости мишки Сазонова» (все в соавторстве с О. Стукаловым), «Жизнь — пламень» (в соавторстве с А. Динкевичем), «Всевидящий глаз», «Доктор технических наук» и другие.
Член КПСС с 1967 года, член Союза кинематографистов СССР (Ленинградское отделение).

## Фильмография
Режиссёр
- 1963 — Было их тридцать девять
- 1964 — А потом на Марс
- 1966 — Путешествие гигантов
- 1967 — Влюблённые среди нас
- 1967 — Переславль-Залесский — колыбель русского флота
- 1968 — Тургенев
- 1969 — Карелия
- 1971 — Беспокойные сердца[6]
- 1972 — Михаил Иванович Калинин
- 1973 — Разрешите пригласить (совместно с Н. Снегиной)
- 1974 — КамАЗ-1974. Хроника строительства
- 1975 — Инрыбпром-75[7]
- 1975 — Сын партии (совместно с Н. Снегиной)
- 1977 — Корабли Алексея Чуева (совместно с Н. Снегиной)
- 1977 — Моя милиция (совместно с Н. Снегиной)
- 1979 — Приморье[8]
- 1980 — Освобождение Кореи (совместно с Н. Снегиной)
- 1981 — Первый Прибалтийский. Хроника и воспоминания
- 1981 — Союз нерушимый (совместно с Н. Снегиной)
- 1981 — Спасибо!
- 1982 — Интервью на фоне сопок[9]
- 1983 — Фестиваль, фестиваль, фестиваль
- 1984 — Тувинские страницы
- 1984 — Уроки истории[10]
- 1985 — Встречи друзей
- 1985 — Тебе одной плету венок
- 1987 — Время надежд
- 1989 — Береги здоровье смолоду! (совместно с Н. Снегиной)[11]
- 1991 — Даёшь Берлин! Фильм 1. Смоленская дорога (совместно с Н. Снегиной)
- 1991 — Даёшь Берлин! Фильм 2. Большая игра (совместно с Н. Снегиной)
- 1991 — Даёшь Берлин! Фильм 3. Доигрался, подлец (совместно с Н. Снегиной)
- 1992 — Заброшенный дом (совместно с Н. Снегиной)
- 1995 — Ах, у психов жизнь

Сценарист
- 1959 — Айна
- 1969 — Карелия
- 1971 — Беспокойные сердца (совместно с Я. Филипповым)
- 1979 — Приморье (совместно с Н. Снегиной)
- 1982 — Интервью на фоне сопок
- 1984 — Тувинские страницы
- 1984 — Это было недавно…[12]
- 1987 — Второй Украинский. Хроника и воспоминания[13]
- 1995 — Ах, у психов жизнь
- 2005 — Финал. Фильм 1. Долгий путь в Германию (совместно с Н. Снегиной)
- 2005 — Финал. Фильм 2. Заграничный поход (совместно с Н. Снегиной)
- 2005 — Финал. Фильм 3. Дорога на Берлин (совместно с Н. Снегиной)

## Награды и премии
- заслуженный деятель искусств РСФСР (31 декабря 1976)[14];
- народный артист РСФСР (24 мая 1985)[1];
- главная премия VIII Всесоюзного кинофестиваля в Кишинёве (1975) — за фильм «КамАЗ-1974. Хроника строительства» (1974)[15];
- 2-я премия XI Всесоюзного кинофестиваля в Ереване (1978) — за фильм «Корабли Алексея Чуева» (1977)[16].